# Carex fastigiata
Carex fastigiata är en halvgräsart som beskrevs av Adrien René Franchet. Carex fastigiata ingår i släktet starrar, och familjen halvgräs. Inga underarter finns listade i Catalogue of Life.